# Hochneukirchen-Gschaidt
Hochneukirchen-Gschaidt is een gemeente in de Oostenrijkse deelstaat Neder-Oostenrijk, gelegen in het district Wr. Neustadt-Land. De gemeente heeft ongeveer 1700 inwoners.

## Geografie
Hochneukirchen-Gschaidt heeft een oppervlakte van 35,13 km². Het ligt in het oosten van het land, ten zuiden van de hoofdstad Wenen.
Bad Erlach · Bad Fischau-Brunn · Bad Schönau · Bromberg · Ebenfurth · Eggendorf · Felixdorf · Gutenstein · Hochneukirchen-Gschaidt · Hochwolkersdorf · Hohe Wand · Hollenthon · Katzelsdorf · Kirchschlag in der Buckligen Welt · Krumbach · Lanzenkirchen · Lichtenegg · Lichtenwörth · Markt Piesting · Matzendorf-Hölles · Miesenbach · Muggendorf · Pernitz · Rohr im Gebirge · Schwarzenbach · Sollenau · Theresienfeld · Waidmannsfeld · Waldegg · Walpersbach · Weikersdorf am Steinfelde · Wiesmath · Winzendorf-Muthmannsdorf · Wöllersdorf-Steinabrückl · Zillingdorf
- Gemeinsame Normdatei: 4414659-0
- Virtual International Authority File: 237433823
- WorldCat: E39PBJdcCmmh9Fbdt3w7yHtqcP